# Pupoidopsis
Pupoidopsis é um género de gastrópode  da família Pupillidae.
Este género contém as seguintes espécies:
- Pupoidopsis hawaiensis Cooke & Pilsbry, 1920